# تويوتا كلاسيك
تويوتا كلاسيك هي سيارة محدودة الإنتاج صنعت في 1996، وتشبه تويوتا الفئة أ (التي كانت نسخة من كرايسلر أيرفلو). تم تزويدها بإطار العجلات الخلفية الخاصة بالجيل الخامس من هايلوكس مع محرك بسعة لترين من نوع تويوتا Y منتجا 96 حصان و160 نيوتن.متر من عزم الدوران. داخليتها مستوحاة من التويوتا العصرية، ولكن جعلها أكثر اتساقًا مع المظهر الخارجي للسيارة من خلال إضافة الخشب إلى لوحة القيادة والجلد إلى المقاعد. (كان هذا مشابهاً للعمل الذي قامت به شركات مثل ميتسوكا). تويوتا باعت 100 نسخة من السيارة بسعر 75 ألف دولار للواحدة.
برزت تويوتا كلاسيك في الطفرة التي ظهرت مع انتشار هذا النوع من السيارات، وربما أيضا كاحتفال بالذكرى الستين ل تويوتا الفئة أ.

## روابط خارجية
- http://www.carsensor.net/catalog/toyota/toyota_classic/ (باليابانية)
- https://web.archive.org/web/20050110122248/http://www.theautochannel.com/news/date/19960624/news01061.html